# Liste der Baudenkmäler in Erlangen-Steudach
In der Liste der Baudenkmäler in Steudach sind die Baudenkmäler im Erlanger Ortsteil Steudach aufgelistet. Zu diesen Baudenkmälern gibt es auch eine Bildersammlung.
Diese Liste ist eine Teilliste der Liste der Baudenkmäler in Erlangen. Grundlage der Liste ist die Bayerische Denkmalliste, die auf Basis des bayerischen Denkmalschutzgesetzes vom 1. Oktober 1973 erstmals erstellt wurde und seither durch das Bayerische Landesamt für Denkmalpflege geführt und aktualisiert wird. Die folgenden Angaben ersetzen nicht die rechtsverbindliche Auskunft der Denkmalschutzbehörde.

## Baudenkmäler
| Lage                            | Objekt      | Beschreibung | Akten-Nr.               | Bild           |
| ------------------------------- | ----------- | --- | ----------------------- | -------------- |
| Kieselbergstraße (Standort)     | Bildstock   | Bildstock, um 1700, Sandstein | D-5-62-000-907 Wikidata | weitere Bilder |
| Sankt Michael (Standort)        | Wegkreuz    | Gusseisenkreuz auf Steinsockel, 1869 errichtet, 1902 renoviert                                                                   | D-5-62-000-978 Wikidata | Wegkreuz       |
| Sankt Michael 31 (Standort)     | Bauernhaus  | Wohnhaus mit Frackdach, Mitte 19. Jahrhundert Barocke Hofeinfahrt, drei Pfosten                                                  | D-5-62-000-904 Wikidata | Bauernhaus     |
| Sankt Michael 35 (Standort)     | Bauernhof   | Sandsteinquader-/Putzbau, Mitte 19. Jahrhundert Kleinhaus, 18. Jahrhundert Remise, 18. Jahrhundert Stadel, Mitte 19. Jahrhundert | D-5-62-000-905 Wikidata | Bauernhof      |
| Sankt Michael 42, 44 (Standort) | Wohnhaus    | Mit Frackdach, zweite Hälfte 18. Jahrhundert, mit Anbau des 19. Jahrhunderts                                                     | D-5-62-000-906 Wikidata | Wohnhaus       |
| Steudacher Straße (Standort)    | Martersäule | Sandstein, gebauchte Säule und vierseitiger Aufsatz mit Bogengiebeln, 17. Jahrhundert                                            | D-5-62-000-816 Wikidata | Martersäule    |

## Abgegangene Baudenkmäler
In diesem Abschnitt sind Objekte aufgeführt, die früher einmal in der Denkmalliste eingetragen waren, jetzt aber nicht mehr existieren, z. B. weil sie abgebrochen wurden. Aktennummern in diesem Abschnitt sind ehemalige, jetzt nicht mehr gültige Aktennummern.

| Lage                          | Objekt               | Beschreibung                                                              | Akten-Nr.               | Bild                 |
| ----------------------------- | -------------------- | ------------------------------------------------------------------------- | ----------------------- | -------------------- |
| Kieselbergstraße 1 (Standort) | Bauernhaus, Wohnhaus | Sandsteinquader und Fachwerk, mit Frackdach, erste Hälfte 19. Jahrhundert | D-5-62-000-903 Wikidata | Bauernhaus, Wohnhaus |